# 구리 동구릉 건원릉 정자각
구리 동구릉 건원릉 정자각(九里 東九陵 健元陵 丁字閣)은 대한민국 경기도 구리시 동구릉로, 건원릉에 있는 조선시대의 건축물이다. 2011년 12월 26일 대한민국의 보물 제1741호로 지정되었다.

## 개요
건원릉은 태조의 능으로 경기도 구리에 있는 동구릉 경내에 위치하고 있다. 건원릉은 고려의 왕릉인 현릉(공민왕 능)의 제도를 바탕으로 1408년(태종 8)에 조성되었다. 산릉의례를 위한 정자각은 고려시대 능제의 하나였다. 건원릉의 정자각도 고려 능제에 따라 능역 조성과 함께 1408년에 건립되었으며, 능침의 남쪽에 자리하고 있다.
건원릉 정자각은 1408년에 건립된 이후, 1586년(선조 19)에 중수기록이 있으며, 1592년(선조 25) 임진왜란 때에는 왜군이 방화하려 했으나 불이 붙지 않았다는 이야기가 전해 내려온다. 『숙종실록』에는 이와 관련하여 숙종이 건원릉의 정자각을 수리하려 했지만 왜란 때의 신기한 사연을 듣고 그대로 두기로 했다는 기록도 있다. 그러나 1764년(영조 40) 건물이 크게 퇴락한 것이 확인되자, 중수청을 설치하여 보(椺)이상 해체 수리를 단행했다. 1784년(정조 8)에도 소규모 수리가 있었으며, 1879년(고종 16)에는 목릉, 휘릉, 숭릉, 혜릉, 원릉, 수릉, 경릉의 정자각과 더불어 수리했다. 『일성록』에 의하면 이때의 공사는 주로 비각과 정자각의 기울어진 기단을 바로 잡는 것이었다. 건원릉과 관련한 조선시대 마지막 수리 기록은 1899년(광무 3)에 석물을 고쳐 배설하는 것으로 정자각과는 무관하다.
『국조오례의』, 길례, 단묘도설에 ‘산릉의 침전(寢殿:정자각)은 능실(陵室) 남쪽에 위치하는데, 북쪽에 앉아 남쪽을 향하게 한다. 무릇 3칸으로써, 동쪽과 서쪽에 계단이 있고, 신좌는 북쪽에서 남쪽을 향한다.’ 라고 기술되어 있다. 더불어 정자각의 모습을 그림으로 보여주고 있다. 여기서 3칸은 신좌를 배설하고 의례를 행하는 정전만을 지칭하는 것으로 2칸의 배위청과 결합하면 5칸 구성이 된다. 건원릉의 정자각은 『국조오례의』에 기록된 것과 같이 북좌남향한 5칸 건물이며, 동서에 계단이 설치되어 있다.
정자각은 정면3칸 측면 2칸인 정전에, 2칸 배위청이 결합한 丁자형 평면의 건물이다. 전면 월대와 기단은 장대석을 4단으로 쌓아 구성했다. 동측 향로계(香路階)의 소맷돌은 한단의 쇠시리를 둘러 장식하고 상하 모서리 부분에 2엽의 엽상무늬만 새겼을 뿐 별다른 문양을 새기지 않았다. 고석(鼓石)부분에는 태극문양을 조각하였다. 포작은 정전 쪽을 1출목 2익공으로, 배위청 쪽을 출목 없는 2익공으로 구성하였다. 보머리초각과 익공 살미 끝의 모양은 18세기의 모습을 지니고 있다. 건원릉 정자각은 전체적으로 전형적인 조선시대 정자각의 제도를 잘 따르고 있다. 또한 익공의 세부는 18세기의 수법을 보여주고 있어서, 1764년(영조 40) 중수 당시의 시대적 특징을 잘 반영하고 있는 것으로 보인다.
건원릉 정자각은 1408년(태종 8년)에 건원릉과 같이 건립되었고 그 후 몇 차례의 중수가 있었지만 『국조오례의』 길례 단묘도설과 비교해 볼 때 초창기의 기본적 틀을 그대로 유지하고 있는 것으로 보인다. 조선 1대 태조의 능인 건원릉의 정자각이라는 상징적 의미 뿐 만 아니라 조선의 능침제도에서 정자각의 표준으로서 역사적, 예술적, 학술적 가치가 큰 건물이다.

## 같이 보기
- 동구릉

## 참고 자료
- 구리 동구릉 건원릉 정자각 - 국가유산청 국가유산포털